# Stigmata (glazbeni sastav)
Stigmata, splitski novovalni gotički rock sastav.

## Povijest sastava
Osnovani su u Splitu, Hrvatska. 1988. godine objavili su svoj prvi album. Album je bio podijeljeno izdanje sa sastavom Ra-ra. Objavljen je na kazeti. Skladbe su na engleskom.

## Diskografija

### Studijski albumi
- Anxiety (podijeljeno izdanje, A-strana Stigmata, B-strana Ra-ra), Edicija Lvxor Design, 1988.

### Albumi uživo
- Live in Golden gate theatre, Edicija Lvxor Design, 1989.

## Članovi sastava
Mirjam Jovanović i drugi.